# قرار قضية رئيس أساقفة كوالالمبور الفخري للروم الكاثوليك ضد وزارة الداخلية الماليزية
قرار رئيس أساقفة كوالالمبور الفخري للروم الكاثوليك ضد وزارة الداخلية الماليزية هو قرار صدر عن المحكمة العليا في مالايا وقضى بأن المسيحيين ليس لديهم الحق الدستوري في استخدام كلمة «الله» في الصحف الكنسية. نقضت محكمة الاستئناف حكمًا سابقًا منح هذا الحق. أيدت المحكمة الاتحادية الماليزية هذا الحكم في وقت لاحق.

## خلفية القضية
تم إصدار صحيفة ذا هيرالد بثلاث رسائل تحذير من قبل وزارة الداخلية الماليزية قبل إرسال خطاب سبب العرض إلى ناشرها في 16 يوليو 2007. قال مسؤول في وزارة الداخلية لصحيفة ذا صن الماليزية أن خطاب التحذير الأول مؤرخ في 10 مارس 2007، والثاني في 16 مارس 2007، والثالث في 1 يوليو 2007. كما أشار المسؤول إلى أن ذا هيرالد لم تطبع رقمها الطباعي أو التسلسلي بالشكل الصحيح، وأنها نشرت مقالات تتعارض مع تصريح نشرها. ووفقًا للحكومة، سيتم تعليق تصريح النشر الخاص بصحيفة الكاثوليك ذا هيرالد إذا مضت قدمًا ونشرت افتتاحية حول انتخابات بيرماتانغ باوه الفرعية. قال مسؤول بقسم مراقبة النشر وقسم النص القرآني بوزارة الداخلية الماليزية إن هذا يرجع إلى تناول الافتتاحية الخاصة بالانتخابات الفرعية في إطار الشؤون الحالية والسياسة. قال تشي دين يوسف، من وحدة الرقابة على المطبوعات والنصوص القرآنية في الحكومة، أن «التذكير» لم يكن رسالة استعراضية، لكنه صدر لأن الصحيفة «ركزت على قضايا أو شخصيات سياسية» مثل أنور إبراهيم.
خضعت ذا هيرالد للتدقيق الحكومي بسبب الانتهاكات المتكررة المزعومة لشروط التصاريح الخاصة بها، وصدرت بقوة للدفاع عن نفسها. أكدت الصحيفة لوزارة الداخلية الماليزية أن السلطات ليس لديها ما يدعو للقلق لأن الصحيفة الأسبوعية تستهدف الكاثوليك وليس عامة الناس. كما قال محررها، الأب لورانس أندرو، أن ذا هيرالد لم تتجاوز قضايا الدين في منشوراتها: «الافتتاحية تطلب فقط من الناس الصلاة من أجل انتخابات فرعية عادلة ونزيهة. ألا نستطيع نحن المسيحيين أن نطلب من الرفقاء المسيحيين الصلاة؟ هل هذا مخالف للقانون؟» وقال أيضًا: «نعلق على القضايا. البابا يعلق على القضايا.» وأضاف أندرو: «إنه من الطبيعي أن يكون لدينا تفسير أخلاقي» للأحداث والسياسات الجارية. «لا أعتقد أننا كنا بأي حال من الأحوال نتعارض مع نوع المحتوى الذي اخترناه.» كتب الأب لورانس أندرو، محرر المنشور، في افتتاحية للصحيفة: «في ردنا على رسالة تحذير سابقة من نفس الشخص... لاحظنا أن وزارة الداخلية لم تحدد مفهوم الدين في استمارة طلب تجديد تصريح الطباعة، ولا يوجد تعريف للدين موجود في الدستور الاتحادي. لذلك طلبنا منهم أن يشيروا إلى أين أخطأنا. نحن ننتظر ردهم». ودافع عن المقال قائلًا إنه لا يحط من شأن الإسلام أو أي دين آخر. وكان المقال تحليلا اخلاقيًا للعالم بعد هجمات 11 سبتمبر على ابراج مركز التجارة العالمي.

## قضية قانونية
اختارت ذا هيرالد ورئيس أساقفة أبرشية كوالالمبور المسار القانوني ومقاضاة الحكومة لإلغاء حكم استخدام كلمة «الله». وفي الوقت نفسه، تقدمت المجالس الإسلامية في ولاية سلاغور، وترينجانو، وملقا، وكيداه، ووجوهر، وبينانغ، والمقاطعة الاتحادية، ورابطة الماليزيين المسلمين الصينيين، طلبًا للتدخل في القضية. أبلغ مجلس غوردواراس الماليزي المحكمة برغبته في تقديم دعوى إلى ديوان النائب العام لعدم تحويل هذه القضية إلى مواجهة بين المجالس الكاثوليكية والإسلامية.
أمرت الحكومة الماليزية ذا هيرالد بالتوقف عن طباعة نسختها بلغة الملايو إلى أن تحسم المحاكم حظرًا على استخدام الصحيفة لكلمة «الله». وقال الأب لورانس أندرو، محرر صحيفة هيرالد، إن هذه الخطوة كانت جزءً من سلسلة قيود فرضتها الحكومة المسلمة المحافظة عندما جددت ترخيص الصحيفة في 30 ديسمبر 2008. وأشارت الصحيفة إلى محاميها للتحقق مما إذا كانت وزارة الداخلية الماليزية لها الحق في منعها من طباعة إصدارها من باللغة الماليزية. كتبت الكنيسة الكاثوليكية رسالة إلى الوزارة تطالبها بالتذكير بأمرها ضد استخدام اللغة الماليزية عندما جددت تصريح النشر السنوي للصحيفة، مما يمنح الوزارة سبعة أيام للرد وإلا فُستقاضى الحكومة لمخالفتها الدستور الاتحادي.
طلبت ذا هيرالد من المحكمة العليا الماليزية التدخل في قضية قضائية تتعلق باستخدام كلمة الله من قبل الصحيفة. قدم رئيس أساقفة كوالالمبور، تان سري ميرفي باكيام، الذي عمل أيضًا ناشرًا للصحيفة، نفسه بصفته المدعي. تم تقديم الطلب في 22 ديسمبر 2007. كان رئيس الأساقفة باكيام يسعى في بيانه إلى الحصول على إعفاء إعلاني من أن ذا هيرالد يحق لها استخدام كلمة «الله» وأن الكلمة لا ينبغي أن تقتصر على الإسلام. كما كان يسعى للحصول على تصريح بأن توجيه الوزير بوقف استخدام كلمة «الله» في الصحيفة كان غير قانوني وباطلًا. كان أحد أسباب الحظر الحكومي هو القلق من أن يربك المحتوى الإخباري باللغة الماليزية، الذي يستخدم كلمة الله لوصف الله في سياق غير مسلم، أتباع الإسلام في ماليزيا. في ملاحظات حول حالة ذا هيرالد، لوحظ أن كلمة «الله» هي ببساطة كلمة عربية تعني «الله»، ويذكر القرآن أن الله هو نفس الإله الذي يعبده اليهود والمسيحيون. وهكذا فإن المسلمين في المناطق الناطقة باللغة الإنجليزية مثل أمريكا الشمالية سيستخدمون غالبًا كلمة «الرب» بدلًا من «الله»، والمسيحيون في الدول الناطقة باللغة العربية مثل مصر وبلاد الشام سيقولون «الله»، حتى في الكنيسة.
وحول الحكم الذي أصدرته الحكومة الماليزية في 27 فبراير 2008، ذكر محرر ذا هيرالد أن الحظر المثير للجدل على معنى كلمة «الله» = «الرب» لغير المسلمين لا يزال ساريًا. قال الأب لورنس، نقلًا عن رسالة مؤرخة في 16 فبراير 2009، إن طبع ونشر وبيع وإصدار وتداول وحيازة أي وثيقة أو مطبوعة تتعلق بالمسيحية تحتوي على كلمات الله، وكعبة، وبيت الله، والصلاة محظورة إلا إذا كُتب على الغلاف الأمامي للمستند والمنشور الكلمات "FOR CHRISTIANITY" بخط نوع Arial بحجم 16 بالخط العريض.
في 26 فبراير 2009، حصلت الصحيفة على الإذن باستخدام كلمة «الله»، بشرط أن تنص بوضوح على أن المجلة هي «للمسيحيين فقط». جاء ذلك في الأمر الصادر مؤخرًا بموجب قانون الأمن الداخلي الذي وقعه وزير الداخلية سيد حامد البر في 16 فبراير. ومع ذلك، ألغت وزارة الداخلية الجريدة الحكومية في 28 فبراير 2009 التي سمحت بالاستخدام المشروط لكلمة الله في المطبوعات المسيحية. ظل قرار الحكومة بحظر استخدام كلمة «الله» في الصحيفة ساري المفعول إلى أن تقرر المحكمة خلاف ذلك.

### حكم المحكمة العليا وما تلاه
في 31 ديسمبر 2009، حكمت المحكمة العليا في كوالالمبور لصحيفة ذا هيرالد، مشيرة إلى ومع أن الإسلام هو الدين الاتحادي للبلاد، فإن هذا لا يُمكّن الحكومة من حظر استخدام كلمة «الله». كما وجد أن كلمة الله لم تكن مقصورة على المسلمين.
أكد الحكم أن استخدام كلمة «الله» من قبل المسيحيين يحميه الدستور ما لم يتم استخدامها لتبشير المسلمين. كما قررت المحكمة أن وزير الداخلية استخدم عوامل غير ذات صلة عندما قرر منع استخدام كلمة «الله» من قبل ذا هيرالد.
ومع ذلك، بدأت الحكومة في استئناف القرار الذي اتخذه القاضي Lau Bee Lan، والذي أدى إلى قيام محكمة الاستئناف بإلغاء حكم المحكمة لعام 2009، مشيرًا إلى أن مصطلح «الله» يجب أن يكون مقصورًا على الإسلام وإلا قد يتسبب في اضطراب عام. بدورها، استأنفت الكنيسة الكاثوليكية قرار محكمة الاستئناف أمام المحكمة الاتحادية الماليزية (أعلى محكمة في ماليزيا)، والتي أيدت في يونيو 2014 قرار محكمة الاستئناف، وحكمت بعدم وجود حق دستوري لاستخدام غير المسلمين كلمة «الله».
ومع ذلك، فإن استخدام الله ليس محظورًا في ولايتي صباح وسراوق في بورنيو، لأنهما تستخدمانه بالفعل منذ وقت طويل، ولا يوجد لدى كلتا الولايتين قوانين إسلامية مماثلة لتلك الموجودة في غرب ماليزيا.

## ردود الأفعال
تم تنفيذ العديد من أعمال الحرق والتخريب ضد الكنائس في ماليزيا منذ قرار ذا 'هيرالد في 31 ديسمبر 2009. ردت الحكومة بتشديد الإجراءات الأمنية في أماكن العبادة وإدانة الهجمات.
انتقدت المعارضة الماليزية طريقة تعامل الحكومة مع قضية ذا هيرالد والاحتجاجات الناتجة عنها. يزعم بعض قادة المعارضة أن هذه الاحتجاجات، إلى جانب تعامل الحكومة مع جدل استخدام كلمة «الله» ربما كان السبب الرئيسي لهجمات الكنيسة.
تعرضت شركة المحاماة التي تمثل الصحيفة للسطو في 14 يناير 2010 وفُقد حاسب آلي محمول للمحامي وأمواله.